# Phalacrus kuznetzovi
Phalacrus kuznetzovi là một loài bọ cánh cứng trong họ Phalacridae. Loài này được Lafer miêu tả khoa học năm 1992.